# 医光寺 (益田市)

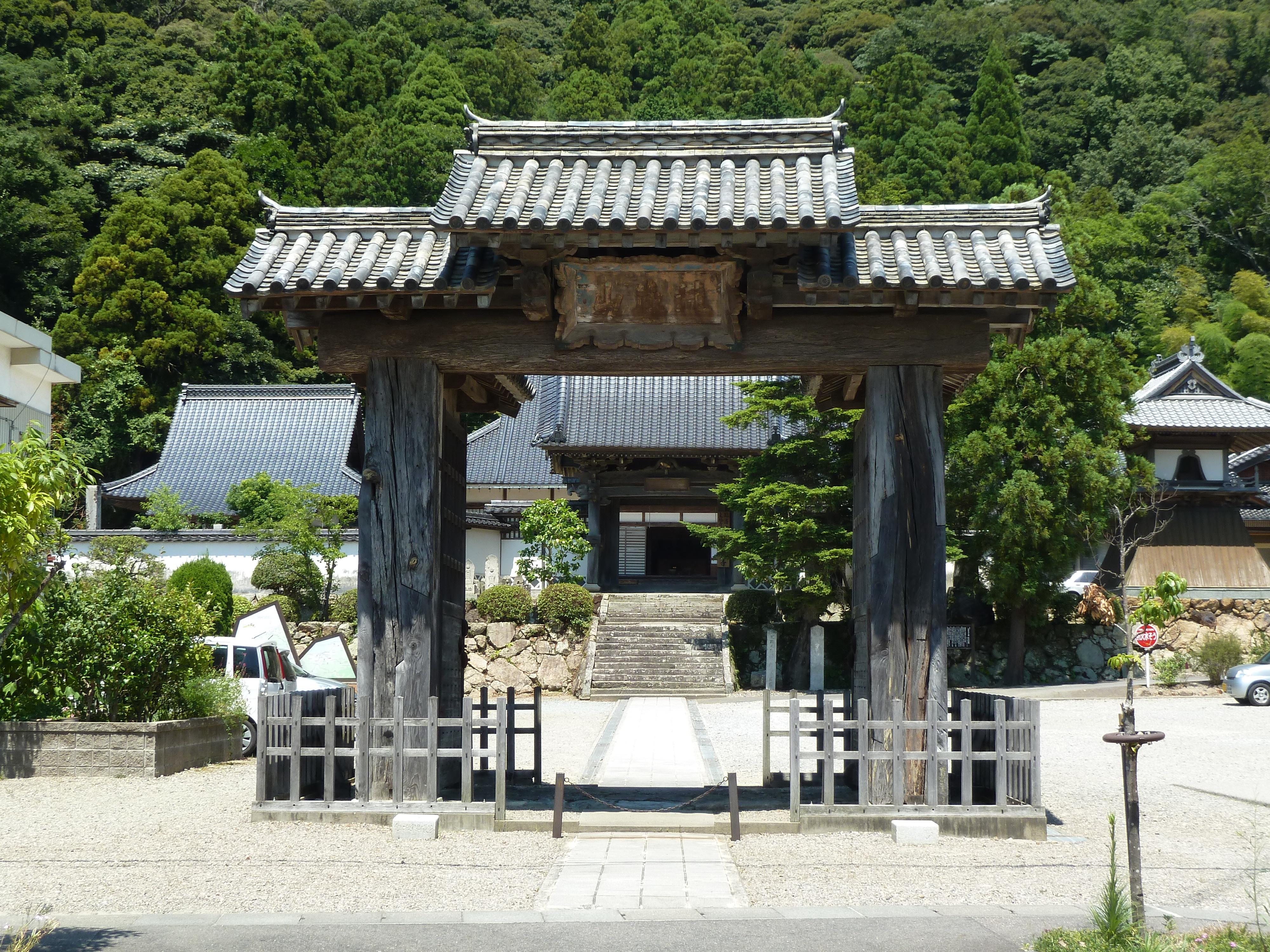
医光寺総門（益田城大手門）

医光寺（いこうじ）は、島根県益田市染羽町にある臨済宗東福寺派の寺院。山号は滝蔵山。本尊は薬師如来。

## 歴史
前身は天台宗の崇観寺という寺院であった。崇観寺は貞治2年/正平8年（1363年）の創建と伝え、医光寺はその塔頭であった。崇観寺は代々益田氏の庇護を受けたが、戦国時代に荒廃。天文年間に益田氏17代当主益田宗兼が塔頭医光寺を再興し、以後は医光寺が継承寺院となっている。
庭園は雪舟が文明年間に益田に滞在したときに作庭したものと伝えられている。国の史跡および名勝に指定されている。
また総門は七尾城（益田城）の大手門を移築したものと伝えられている。

## 文化財
- 医光寺庭園 国の史跡及び名勝
- 医光寺総門 県指定有形文化財

## 交通
- 石見交通バス 益田医光寺バス停 - 益田駅から多数運行。
- 広島バスセンターから新広益線で医光寺前バス停下車。